# Олимпийский центр Цзянси
Олимпийский центр Цзянси — (кит. упр. 江西省奥林匹克体育中心 — многофункциональный стадион, располагающийся в городе Наньчан, провинция Цзянси. Вмещает 50,000 и является домашним стадионом для футбольной команды «Цзянси Ляньшэн». В настоящее время в основном принимает футбольные матчи.